# Alf Andersen
Alf Steen Andersen, född 15 maj 1906 i Drammen  - död 12 april 1975 i Frogn, var en norsk backhoppare som tävlade under 1920-talet och 1930-talet. Han representerade Oslo-klubbarna Sandaker, Skeid och Ski- og fotballklubben Lyn.

## Karriär
Andersen främsta merit var det olympiska guldet vid OS 1928 i St. Moritz (som på den tiden även räknades som Världsmästerskap). Han vann OS/VM-tävlingen före landsmannen Sigmund Ruud och Rudolf Burkert, Tjeckoslovakien.
Han deltog även vid VM 1935 i Vysoké Tatry, i dåvarande Tjeckoslovakien, där han blev bronsmedaljör efter landsmännen Birger Ruud (guldmedaljör, 5,8 poäng före Alf Andersen) och Reidar Andersen (3 poäng före bronsmedeljören Alf Andersen).